# Afrodisiacum
Een afrodisiacum (meervoud: afrodisiaca) is een middel dat wordt gebruikt met het doel de geslachtsdrift te stimuleren. Het kan effect hebben op de geslachtsdrift, potentie of het seksueel plezier. Het woord afrodisiacum is afgeleid van de naam van Aphrodite, de godin van de vruchtbaarheid, de zinnelijke liefde en de schoonheid in de Griekse mythologie.
In het verleden is voortdurend gezocht naar effectieve afrodisiaca. Vanuit de folklore zijn in meerdere culturen diverse natuurlijke substanties gebruikt voor het verbeteren van het seksueel functioneren. Veel stoffen waaraan een geslachtsdrift stimulerende werking wordt toegeschreven zijn van plantaardige, dierlijke of minerale oorsprong.

## Effectiviteit
Zeer weinig afrodisiaca zijn farmacologisch onderzocht en van veel afrodisiaca is de werking wetenschappelijk niet bewezen. Sommige producten worden verder onderzocht vanwege een mogelijke rol bij verminderd seksueel functioneren. Anderen dragen bij aan basale neurofysiologische processen van de geslachtsdrift. Een aantal middelen dat gebruikt wordt voor het verbeteren van de seksuele prestaties heeft een stimulerend effect op de stofwisseling van dopamine, (nor-)adrenaline of serotonine. Van knoflook en ginseng is uit proeven bekend dat ze de hormoonspiegel verhogen. Van alcohol is bekend dat het remmingen wegneemt. Sommige stoffen, zoals Spaanse vlieg, zijn werkzaam bij dieren, maar giftig en daarom verboden. Preparaten verkocht onder die naam bevatten daarom iets anders, bijvoorbeeld cayennepeper.

## Lijst van (vermeende) afrodisiaca
De volgende middelen worden wel als afrodisiaca gebruikt. De bovengenoemde kanttekeningen omtrent het effect zijn hier onverminderd van kracht.
- aardbei[1]
- absint
- amber[4]
- arginine (in combinatie met ornithine)
- artisjok
- asperges
- bonenkruid
- cannabis
- cantharidine
- capsaïcine (door het vrijmaken van histamine en oxytocine)
- champagne (vanwege hoog histamine gehalte)
- chocolade[5]
- duif
- ei, met name van de kwartel
- Epimedium grandiflorum
- fazant
- granaatappel
- fluweelboon[6][7]
- gember[8]
- ginseng[3][9][10]
- honing[1]
- kaneel
- kaviaar
- kervel
- koffie[1]
- knoflook[2]
- kreeft
- kruidnagel[11]
- laos (galanga)
- lavendel
- Maca[12]
- marjolein
- methamfetamine
- munt
- nootmuskaat[11][13]
- oesters[1]
- orgaanvlees zoals niertjes en zwezerik
- paddenstoelen
- peper
- poppers
- perzik
- saffraan[14]
- selderij
- Slakken en slakkenkaviaar
- Spaanse vlieg[4]
- Tribulus terrestris[15][16]
- truffels
- vanille (uit plantaardige peulen, niet de chemische vanille)
- wild
- tomaat
- wijn
- Ylang-ylang